# T・GRIP TOKYO
T･GRIP TOKYO（ティーグリップトウキョウ）は、日本の総合格闘技ジム。代表は小幡太郎。

## 来歴
オランダのアムステルダムにあるR・GRIPジムと友好関係にあり、道場名の「GRIP」は、R・GRIPジムに由来する。
2016年8月、挌闘家の小幡太郎がJJA、AACCを経て独立。高校時代から縁のある、新宿区高田馬場に開設した。
2022年8月、豊島区雑司が谷へ移転。金網が設置された。

## 主な所属選手
- 小幡太郎
- 大塚隆史
- 佐々木駿友
- 増田裕介
- 浜松大和
- 唐沢タツヤ
- 田谷聡志